# Monhoudou
Monhoudou ist eine französische Gemeinde mit 207 Einwohnern (Stand: 1. Januar 2022) im Département Sarthe in der Region Pays de la Loire; sie gehört zum Arrondissement Mamers und zum Kanton Mamers. Die Einwohner werden Monthélodiens genannt.

## Geographie
Monhoudou liegt etwa 35 Kilometer nordnordöstlich von Le Mans. Umgeben wird Monhoudou von den Nachbargemeinden Saint-Calez-en-Saosnois im Norden und Nordwesten, Commerveil im Nordosten, Saint-Vincent-des-Prés im Osten, Moncé-en-Saosnois im Osten und Südosten, Avesnes-en-Saosnois im Südosten, Marolles-les-Braults im Süden und Südwesten sowie Courgains im Westen.
Im Süden der Gemeinde liegt der Flugplatz Monhoudou.

## Bevölkerungsentwicklung
| 1962                      | 1968 | 1975 | 1982 | 1990 | 1999 | 2006 | 2013 |
| ------------------------- | ---- | ---- | ---- | ---- | ---- | ---- | ---- |
| 336                       | 320  | 262  | 226  | 169  | 192  | 198  | 223  |
| Quelle: Cassini und INSEE |      |      |      |      |      |      |      |

## Sehenswürdigkeiten
- Kirche Saint-Hélier aus dem 12. Jahrhundert, Monument historique
- Schloss Monhoudou aus dem 14./15. Jahrhundert